# Carlo Bosellini
Carlo Bosellini (Modena, 6 maggio 1764 – Modena, 1º luglio 1827) è stato un economista e giurista italiano.

## Biografia

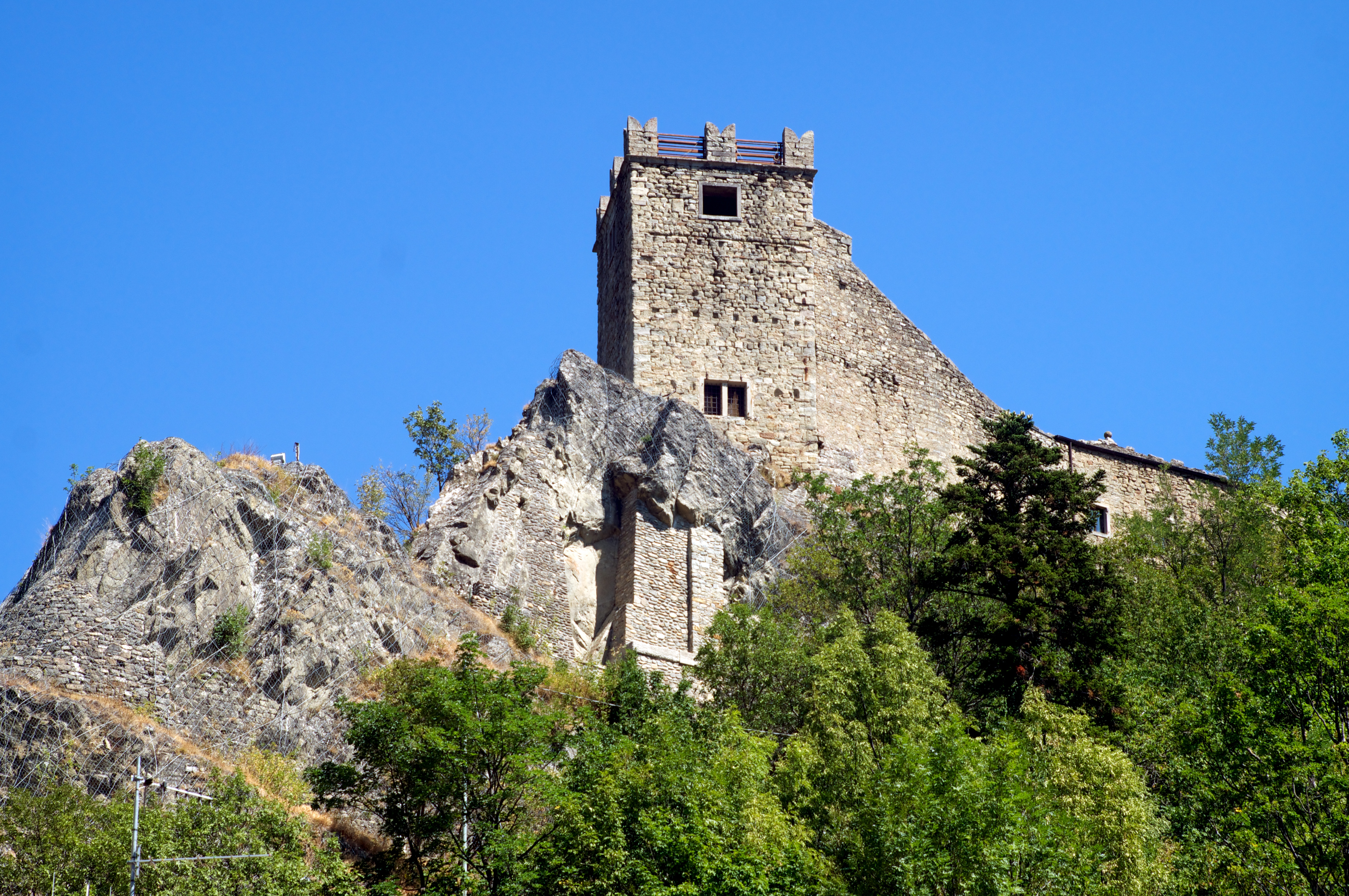
Il castello di Sestola, utilizzato un tempo come penitenziario, luogo di prigionia di Bosellini

Nato a Modena nel 1764, laureato in Legge a ventidue anni nella locale università, Bosellini viaggiò in Francia e in Inghilterra. A Parigi frequentò i circoli rivoluzionari della capitale. Tornato a Modena si unì ai giacobini locali che facevano parte della loggia massonica cittadina. Per aver manifestato apertamente le sue idee repubblicane Bosellini fu arrestato e imprigionato, per poco più di un anno (1793-94), nella fortezza di Sestola. Nell'agosto del 1796 partecipò alla rivolta contro Benedetto d'Este, reggente di Ercole III ma, fallita l'azione, fu costretto alla fuga.  Tornò a Modena, qualche mese più tardi, con le truppe napoleoniche e partecipò al governo della città.
Bosellini trascorse l'ultima parte della sua vita, studiando e viaggiando. Strinse amicizia con il letterato Pietro Giordani, importante esponente del classicismo e fu in relazione con il  Gabinetto Vieusseux,  punto d'incontro tra la cultura italiana e quella europea. Morì nella città natale, a sessantatré anni, nel 1827.
Il libro Nuovo esame delle sorgenti della privata e pubblica ricchezza è considerato il più importante tra i suoi scritti. Il lavoro, redatto intorno al 1810, fu pubblicato, in due volumi, negli anni 1816-17 quando, dopo la sconfitta di Waterloo e l'esilio a Sant'Elena, con la fine del dominio napoleonico, venne meno la censura posta sull'opera. Il Nuovo esame, influenzato dalle teorie di due celebri economisti, lo scozzese Adam Smith e il francese Jean-Baptiste Say, fu apprezzato, in anni più recenti, dal nostro Einaudi che giudicò il secondo volume dell'opera, dedicato ai tributi, particolarmente originale.

## Opere
- Ricerche sopra la legislazione del matrimonio, sopra lo stato di famiglia, le successioni ecc. del cittadino Carlo Bosellini, Modena, Società tipografica, 1798.
- Discorso sugli odierni fausti avvenimenti, Modena, Società tipografica, 1814.
- Nuovo esame delle sorgenti della privata e pubblica ricchezza del d.r Carlo Bosellini, 2 voll., Modena, G. Vincenzi e comp., 1816-1817.
- Sopra i due discorsi del conte consigliere Barbacovi l'uno della pluralità de' suffragii nei giudizii civili l'altro della decisione delle cause dubbie. Osservazioni critiche lette in un'adunanza di dotti dal dottor Carlo Bosellini, Bologna, Stampe di Annesio Nobili, 1819.
- Dell'ottima amministrazione della giustizia civile ad impedire sconvolgimenti del diritto positivo e moltiplicità di liti. Ragionamento in due parti di Carlo Bosellini,  Modena, Eredi Soliani tipografi reali, 1820.
- Riflessioni sopra la generale riforma de' codici civili dell'avvocato Carlo Bosellini pubblicate nei Quaderni IV e V degli Opuscoli letterarii di Bologna, Bologna, Tipografia Bortolotti e Felicini, 1824.
- Su i progressi delle scienze economiche dal principio del secolo fino al presente ragionamento di Carlo Bosellini, Stamperia del Giornale arcadico, presso Antonio Boulzaler, 1825.

Gli scritti di Bosellini sono stati ripubblicati dalla Fondazione Einaudi:
- Opere complete, a cura di Miriam Rotondò Michelini, Torino, Fondazione Luigi Einaudi, 1976. Comprende:

1: Nuovo esame delle sorgenti della privata e pubblica ricchezza
2: Opere minori.